# مگس‌گیر بهشتی نیلی
مگس‌گیر بهشتی نیلی (نام علمی: Eutrichomyias rowleyi) نام یک گونه از خانواده مگس‌گیر شهریار است.